# Associazione Calcio Siracusa 1972-1973
Questa voce raccoglie le informazioni riguardanti l'Associazione Calcio Siracusa nelle competizioni ufficiali della stagione 1972-1973.

## Rosa
| N. |                   | Ruolo | Calciatore            |
| -- | ----------------- | ----- | --------------------- |
|    | Italia (bandiera) | A     | Raffaele Bella        |
|    | Italia (bandiera) | C     | Giuseppe Belluomo     |
|    | Italia (bandiera) | P     | Giorgio Bissoli       |
|    | Italia (bandiera) | A     | Arturo Campagna       |
|    | Italia (bandiera) | C     | Alberto Canetti       |
|    | Italia (bandiera) | D     | Amedeo Crippa         |
|    | Italia (bandiera) | D     | Sandro Degl'Innocenti |
|    | Italia (bandiera) | D     | Roberto De Paoli      |
|    | Italia (bandiera) | A     | Andrea Esposito       |
|    | Italia (bandiera) | P     | Vincenzo Fazzino      |
|    | Italia (bandiera) | D     | Giovanni Guerrato     |

| N. |                   | Ruolo | Calciatore         |
| -- | ----------------- | ----- | ------------------ |
|    | Italia (bandiera) | A     | Luigi Losio        |
|    | Italia (bandiera) | D     | Mario Marino       |
|    | Italia (bandiera) | D     | Danilo Mayer       |
|    | Italia (bandiera) | A     | Gino Merotto       |
|    | Italia (bandiera) | D     | Giuseppe Molinari  |
|    | Italia (bandiera) | A     | Corrado Nastasi    |
|    | Italia (bandiera) | D     | Giuseppe Nazzi     |
|    | Italia (bandiera) | C     | Sebastiano Schiavo |
|    | Italia (bandiera) | C     | Franco Tacelli     |
|    | Italia (bandiera) | A     | Massimo Vulpiani   |